# Баранково (Калужская область)

Бара́нково — деревня в Думиничском районе Калужской области. Расположена на реке Которянка.

## История
Баранково — одна из старейших деревень Думиничского района. Впервые упоминается в начале XVII века — 9 февраля 1615 года царь Михаил Фёдорович пожаловал в вотчину курскому дворянину Карпу Григорьевичу Потулову деревню Боранковую в Мещовском уезде, Сухиницком стану, «за его многие службы и за Московское осадное сиденье».
Карп Потулов последний раз упоминается в 1646 году, его наследники — сыновья Трофим, в 1660—1662 годах воевода мосальский, и Аверкий (оба ещё живы в 1677 году). У Трофима Потулова был сын Иван, у Аверкия Потулова — 5 сыновей, которые в 1694 году поделили свои владения.
В середине XVIII века владельцем части («жеребья») Баранково числится Артемий Леонтьевич Обухов, выдавший дочь и наследницу замуж за князя Львова.
В 1782 году в деревне было 14 дворов крестьянских, 118 жителей, 11 владельцев: князь Григорий Иванович Вяземский, Анна Никифоровна Бардукова, Василий Иванович Ергольский, Петр Петрович Вырубов, Федосья Васильевна Головина, Авдотья Амвросиевна Потулова, князь Николай Никитич Львов, Александр Павлович Лыков, Павел Леонтьевич Тимирязев, Иван Маркович Головин, Александр Иванович Чебышёв. Возможно, такое количество помещиков объясняется тем, что земли при деревне было много — 2459 десятин. Приблизительно половина крестьянских дворов принадлежала князю Н. Н. Львову. Во всяком случае, его наследникам, Сергею и Петру Николаевичам Львовым, в 1796 году принадлежало в Баранкове 57 душ крестьян обоего пола.
Перед отменой крепостного права в Баранкове насчитывалось 22 двора, 253 жителя. Владельцами земли были промышленник С. И. Мальцов и помещики Толмачевы (по имени которых назван Толмачевский хутор — деревня Толмачи).
В 1913 году в Баранкове числилось 430 жителей.
С начала 1920-х годов входила в Хлудневский сельсовет. Перед войной в деревне насчитывалось 86 дворов.
Во время Великой Отечественной войны Баранково было оккупировано 6 октября 1941 года, освобождено в начале января 1942-го (до 22 января) и окончательно — 31 января 1942 года.
В созданном в 1969 году совхозе «Воймировский» была Баранковская молочно-товарная ферма. Ликвидирована в конце 1990-х годов.

## Население
| 2002 | 2010 | 2012 |
| ---- | ---- | ---- |
| 15   | ↘13  | ↘10  |